# Покшишевский, Вадим Вячеславович
Вади́м Вячесла́вович Покшише́вский (14 августа 1905, Москва — 9 августа 1984, там же) — советский экономикогеограф. Доктор географических наук (1952), профессор (1954). Участник Великой Отечественной войны.
Почётный член Сербского географического общества (1973).

## Биография
Родился 1 (14) августа 1905 в Москве в семье инженера-железнодорожника.
Окончил экономический факультет Азербайджанского политехнического института (1927). Работал в различных научных и проектных организациях, в Бюро промышленно-экономических исследований при Президиуме ВСНХ СССР. Участник многих научных экспедиций.
26 июня 1941 года защитил кандидатскую диссертацию «Территориальные условия формирования промышленного комплекса Петербурга — Ленинграда», одобренную к публикации в качестве монографии. В связи с началом войны эта книга опубликована не была (обнаруженная в архиве рукопись была издана только в 2025 году).
В первые дни войны В. В. Покшишевский ушёл добровольцем на фронт, воевал под Ленинградом, затем окончил ленинградское артиллерийское училище и стал офицером. На фронте был контужен и долго пролежав в снегу получил сильное обморожение. После длительного лечения в госпитале в Красноярске был демобилизован, и затем, в 1943 году, по ходатайству Президиума Академии Наук СССР он как перспективный учёный был направлен в Институт географии, эвакуированный в Алма-Ату. В 1948—1952 годах работал в отделе размещения производства Института экономики АН СССР в Москве. Докторская диссертация — «География миграций населения в СССР» (1952).
В 1958—1984 работал в Институте географии АН СССР (в 1958—1962 — заведующий отделом экономической географии СССР, затем главный редактор Реферативного журнала «География») и Институте этнографии имени Н. Н. Миклухо-Маклая АН СССР (с 1965).
Преподавал в Ярославском педагогическом институте, в Московском областном педагогическом институте, Московском педагогическом институте имени В. И. Ленина (в 1954—1968 гг. — профессор), Читал курс в МГУ по географии городов.
Умер 9 августа 1984 года в Москве. Прах захоронен в колумбарии Санкт-Петербургского крематория (колумбарий 3, стена 14).

## Награды
- Медаль «За трудовую доблесть» (1949)[8]
- Большая золотая медаль Географического общества СССР (1973).

## Семья
В 1942 году в городе Фрунзе женился на своей ещё довоенной знакомой Изабелле Львовне Хейфец (урожд. Воробейчиковой; 1902—1993), в прошлом актрисе (псевд. Изабелла Хейфец-Артурова), в 1938 году ушедшей из театра и получившей квалификацию съездового стенографиста..